# Raffaele Mertes
Raffaele Mertes (* 8. Juli 1956 in Rom) ist ein italienischer Kameramann, Regisseur, Drehbuchautor und Produzent.

## Arbeiten
Von 1978 bis 1983 arbeitete er als Kameraassistent bei italienischen und internationalen Produktionen, seit 1982 war er in zahlreichen Filmen als Kameramann tätig. 1998 lieferte er mit Amo Costanza ma senza speranza sein Regiedebüt.
Raffaele Mertes wurde als Kameramann und als Regisseur durch seine zahlreichen Arbeiten mit biblischen Themen bekannt.
Sein bekanntestes Regieprojekt ist eine zwischen 1999 und 2001 entstandene, vierteilige Reihe indirekter Jesusfilme, in denen die Person Jesu nacheinander aus der Sicht von vier biblischen Personen beleuchtet wird: Joseph von Nazareth (1999), Maria Magdalena (2000), Judas (2001) und Thomas (2001). Die Serie wurde im italienischen Original unter dem Gesamttitel Gli amici di Gesù („Die Freunde Jesu“) vermarktet und im österreichischen Fernsehen unter dem Obertitel Jesus-Legenden gezeigt. In den USA lautete der DVD-Serientitel Close to Jesus und in Deutschland erhielt die DVD-Ausgabe den Titel Die Bibel. Neues Testament. Menschen, die Jesus begegneten.

## Filmografie (Auswahl)

### Kamera
- 1985: Er Moretto - Von Liebe leben - Regie: Simon Bischoff
- 1990: Il ritorno del grande amico - Regie: Giorgio Molteni
- 1992: Das Ende der Unschuld (La corsa dell'innocente) - Regie: Carlo Carlei
- 1993: Aura (Trauma)
- 1995: Die Falle (L'ultimo concerto)
- 1996: Die Bibel – David (Davide)
- 1998: Die Bibel – Jeremia (Jeremiah)
- 1999: Die Bibel – Jesus (Jesus)

### Regie
- 1998: Amo Costanza ma senza speranza
- 1999: Die Bibel – Esther (Ester)
- 2000: Joseph von Nazareth (Giuseppe di Nazareth)
- 2000: Questa casa non è un albergo (Fernsehserie)
- 2000: Maria Magdalena (Maria Maddalena)
- 2001: Judas (Giuda)
- 2001: Thomas (Tommaso)
- 2002: Carabinieri (Fernsehserie)
- 2002: Die Bibel – Apokalypse (San Giovanni - L'apocalisse)
- 2005: Carabinieri sotto copertura
- 2006: La sacra famiglia